# Condemned
Condemned (Brasil: Condenados / Portugal: Condenado) é um filme norte-americano de 1929, do gênero drama, dirigido por Wesley Ruggles e estrelado por Ronald Colman e Ann Harding.
Condemned é o segundo filme sonoro de Ronald Colman. O roteiro, adaptado do romance "Condemned to Devil's Island", de Blair Niles, foi escrito pelo futuro roteirista de Gone with the Wind, Sidney Howard. A ação se passa na Ilha do Diabo.
Colman foi indicado ao Oscar de Melhor Ator.

## Sinopse
Condenado a cumprir pena na Ilha do Diabo, o ladrão de bancos Michel Oman tenta ganhar a confiança do cruel diretor Jean Vidal, enquanto conquista a frustrada esposa deste. Quando ela parte para a França, Michel escapa da prisão e se embrenha na selva para se juntar a ela no porto mais próximo. Convenientemente, o diretor é assassinado por outro preso, o grosseiro Jacques Duval.

## Premiações
| Patrocinador                                  | Prêmio | Categoria                   | Situação |
| --------------------------------------------- | ------ | --------------------------- | -------- |
| Academia de Artes e Ciências Cinematográficas | Oscar  | Melhor Ator (Ronald Colman) | Indicado |

## Elenco
| Ator/Atriz    | Personagem    |
| ------------- | ------------- |
| Ronald Colman | Michel Oman   |
| Ann Harding   | Senhora Vidal |
| Dudley Digges | Jean Vidal    |
| Louis Wolheim | Jacques Duval |
| William Elmer | Pierre        |